# Salinan

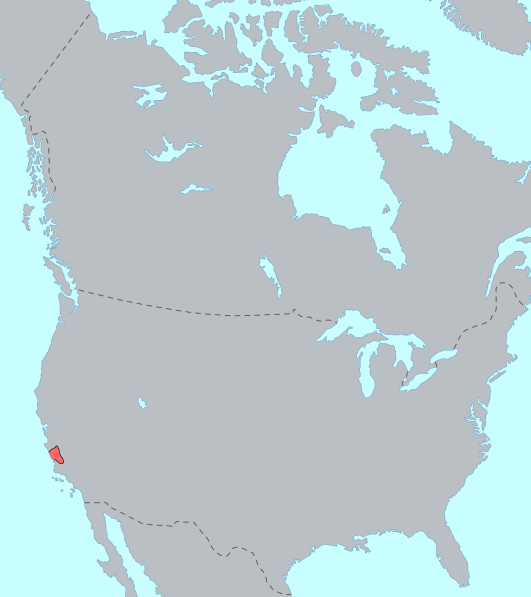
En vermell, lloc on es parlava el Salinan

El salinan (castellà salinero) va ser la llengua dels indígenes salinan de la costa central de Califòrnia, Estats Units. Es considera extingida des de la mort de l'últim parlant en 1958.
Aquesta llengua està avalada per fonts colonials tals com Sitjar (1860), encara que la principal documentació publicada és de Mason (1918). El principal estudi gramàtic modern, basat en dades de Mason i en notes de camp de John Peabody Harrington i de William H. Jacobsen, correspon a Turner (1987), que també conté una bibliografia completa de les seves fonts així com una discussió sobre la seva ortografia.
Es reconeixen dos dialectes, antoniano i migueleño, associats amb les missions de San Antonio i San Miguel, respectivament. Pot haver existit un tercer dialecte, el playano, com se suggereix per l'esment d'una subdivisió dels salinan, però no se'n coneix res des del punt de vista lingüístic.

## Classificació genètica

Territori tradicional del salinan.

És possible que el salinan formi part de la hipotètica família hoka. Edward Sapir (1925) el va incloure en una subfamília del hoka, juntament amb les llengües chumash i el seri. Aquesta classificació ha tingut èxit en les més recents enciclopèdies i presentacions de les famílies lingüístiques, però encara no se n'ha presentat cap evidència seriosa.
El projecte comparatiu ASJP Arxivat 2014-01-27 a Wayback Machine. no mostra similituds òbvies de vocabulari entre el salinan i cap altra llengua, encara que sembla apuntar a una possible relació llunyana amb el seri, o fins i tot amb el zuni; no obstant això, aquesta similitud podria deure's a préstecs lingüístics antics o a raons accidentals i no és prova ferma de parentiu.